# Chiesa di San Bartolomeo (Castelfranco Emilia)
La chiesa di San Bartolomeo è la parrocchiale a Manzolino, frazione di Castelfranco Emilia, in provincia di Modena. Risale al XII secolo.

## Storia
La prima citazione documentale della chiesa a Manzolino è del 1118 e viene descritta come dipendente dall'abbazia di Nonantola.
Nel XVI secolo il sagrato veniva utilizzato come camposanto, e se ne dispose la chiusura, mentre l'edificio si trovava in condizioni di quasi abbandono. Nel 1571 iniziarono lavori di restauro che portarono alla sistemazione del tetto e delle pareri interne ed esterne oltre alla tinteggiature e realizzazione di dipinti nella sala.
All'inizio del XVII secolo si decise di demolire quasi completamente l'edificio precedente e di ricostruirne uno nuovo sullo stesso sito. Questo risultò di maggiori dimensioni e con cappelle laterali. In quel momento la chiesa conservava una preziosa reliquia poi andata perduta, la Croce di Caracava.
Nel 1632 si iniziò ad erigere la torre campanaria con parti recuperate dalle mura cittadine e del castello, e il lavoro si concluse nel 1635.
Dopo la metà del XIX secolo la chiesa venne restaurata in modo sostanziale. La cappella maggiore venne ricostruita e così avvenne col coro, con la volta della sala e col suo pavimento. La sacrestia venne completamente rinnovata. Prima che il secolo si concludesse alcuni lavori vennero ripresi e fu restaurato anche il campanile.
Un nuovo ciclo di restauri conservativi si realizzò tra 1956 e 1974. Nella torre campanaria furono posti infissi nuovi, venne costruito un preingresso dopo il portale sulla facciata, furono posti cinque altari e tutta la chiesa venne tinteggiata.
In seguito al terremoto dell'Emilia del 2012 il luogo sacro restò inagibile a lungo, sino a quando, dopo aver eseguito i necessari interventi per la messa in sicurezza, nel 2015 è stato riaperto alla comunità.